# Nemidia microlepida
Nemidia microlepida är en ringmaskart som beskrevs av Moore 1910. Nemidia microlepida ingår i släktet Nemidia och familjen Polynoidae. Inga underarter finns listade i Catalogue of Life.